# Контракт на убийство (фильм, 2016)
«Контракт на убийство» (англ. Contract to Kill) — американский приключенческий боевик режиссёра Киони Ваксмана. Премьера состоялась 9 декабря 2016 года. Фильм вышел сразу на DVD.

## Сюжет
Джон Хармон, сотрудник ЦРУ, вместе со своим небольшим отрядом должен предотвратить сотрудничество исламистских террористов и мексиканских наркоторговцев, которые собираются поставлять контрабандное оружие в США.

## В ролях
| Актёр            | Роль             |
| ---------------- | ---------------- |
| Стивен Сигал     | Джон Хармон      |
| Расселл Вонг     | Мэттью Шарп      |
| Джемма Даллендер | Зара Хайек       |
| Серджиу Костаке  | Жосе Ривера      |
| Камилло Авилес   | Аян аль-Муджахид |
| Раду Мику        | таксист          |
| Тома Данила      | наемный убийца   |